# François Maurice Auroux
Pour les articles homonymes, voir Auroux.
François Maurice Auroux est un officier français (né à La Châtre le 7 octobre 1870 et mort à Langres le 8 septembre 1943) ayant participé à la Première Guerre mondiale.

## Biographie
François Maurice Auroux sort de l'École spéciale militaire de Saint-Cyr en 1892.
Durant la Première Guerre mondiale, le 27 septembre 1914, alors au grade de lieutenant-colonel, il prend le commandement du  204e Régiment d'Infanterie. Dans la soirée du 12 janvier 1915, après une attaque désorganisée, Auroux traite plusieurs soldats de lâches et les menace du conseil de guerre. Il ne mettra pas ses menaces à exécution. Le sergent-fourrier Robert le décrit alors comme un « homme absolument désemparé » et « ayant l'air d'un fou ». Il quitte le commandement le 28 janvier 1915, remplacé par le lieutenant-colonel Collon.
Le 28 janvier 1915, il est affecté au 60e Régiment d'Infanterie. Le 11 février 1915, le soldat de 2e classe Lucien Bersot, 34 ans, reçoit du sergent-fourrier un pantalon sale et ensanglanté, récupéré sur un cadavre. Lucien Bersot le refuse. Le lieutenant-colonel Auroux demande alors sa comparution en Conseil de guerre spécial. Il le traduit pour « refus d'obéissance » dès le lendemain, 12 février 1915, et à l’issue du conseil, Lucien Bersot est condamné à mort. Il est fusillé le 13 février 1915 à Fontenoy dans l'Aisne.
Le 15 mai 1915, Auroux prend le commandement du Régiment de marche de tirailleurs marocains, remplaçant le lieutenant-colonel Poeymirau, grièvement blessé. Il quitte ce régiment le 23 mars 1916.
Le 23 mars 1916, le lieutenant-colonel Auroux commande le 8e régiment de zouaves, remplaçant le lieutenant-colonel Modelon. Il est promu colonel le 25 septembre et est affecté au commandement de la 96e brigade (48e division d'infanterie). Il sera par la suite commandant de la 3e brigade du Maroc.
Le 12 juillet 1922, la Cour de cassation déclare que Lucien Bersot, qu'Auroux condamna à mort en 1915, était innocent. Cependant, le colonel Auroux, attaché au cabinet du ministre de la Guerre et des Pensions, André Maginot, est protégé par la hiérarchie militaire. Il échappe donc à toute condamnation, et est promu Commandeur de la Légion d'honneur.
Le 29 juin 1923, à Noyon, la Ligue des droits de l'homme demande la mise en jugement de chefs militaires, et particulièrement du colonel Auroux, ainsi que la fin des Conseils de guerre.
En 1924, Auroux est mis d'office à la retraite sans être promu au grade de général.

## Postérité
Dans le téléfilm Le Pantalon, qui retrace la vie du soldat Lucien Bersot au sein du 60e régiment, l'acteur Bernard-Pierre Donnadieu interprète le colonel Auroux. Ce même téléfilm signale erronément qu'Auroux fut promu général et élevé au grade de commandeur de la Légion d’Honneur.